# 谢维 (格斗)
谢维，中国综合格斗运动员，2017年获得中国全国综合格斗锦标赛季军，2018年所属团队曾获得2017至2018赛季精武门综合格斗职业联赛团体总决赛冠军。